# Азовский музей-заповедник
Азовский историко-археологический и палеонтологический музей-заповедник имени А. А. Горбенко — музей в городе Азов Ростовской области, один из крупнейших музеев юга России с самой богатой палеонтологической коллекцией на всем юге России.
Музей основан 17 мая 1917 года Михаилом Ароновичем Макаровским. В музее работает 168 сотрудников, из них 29 имеют степень, работники музея активно занимаются научной деятельностью, публикуются в реферируемых журналах.

## История
Первая экспозиция музея была открыта в мае 1917 года благодаря усилиям азовского общества «Народное просвещение» и местных жителей, которые жертвовали для музея вещи: старинные монеты, марки, пушечные ядра. Однако вскоре, в годы гражданской войны, музей погиб. В 1937 году музей был открыт во второй раз, однако его коллекция вскоре вновь была утрачена из-за начавшейся Второй мировой войны и оккупации города немецкими войсками. После войны местные жители предпринимали попытки его возродить, однако успехом они увенчались лишь в 1960 году.

## Здание музея

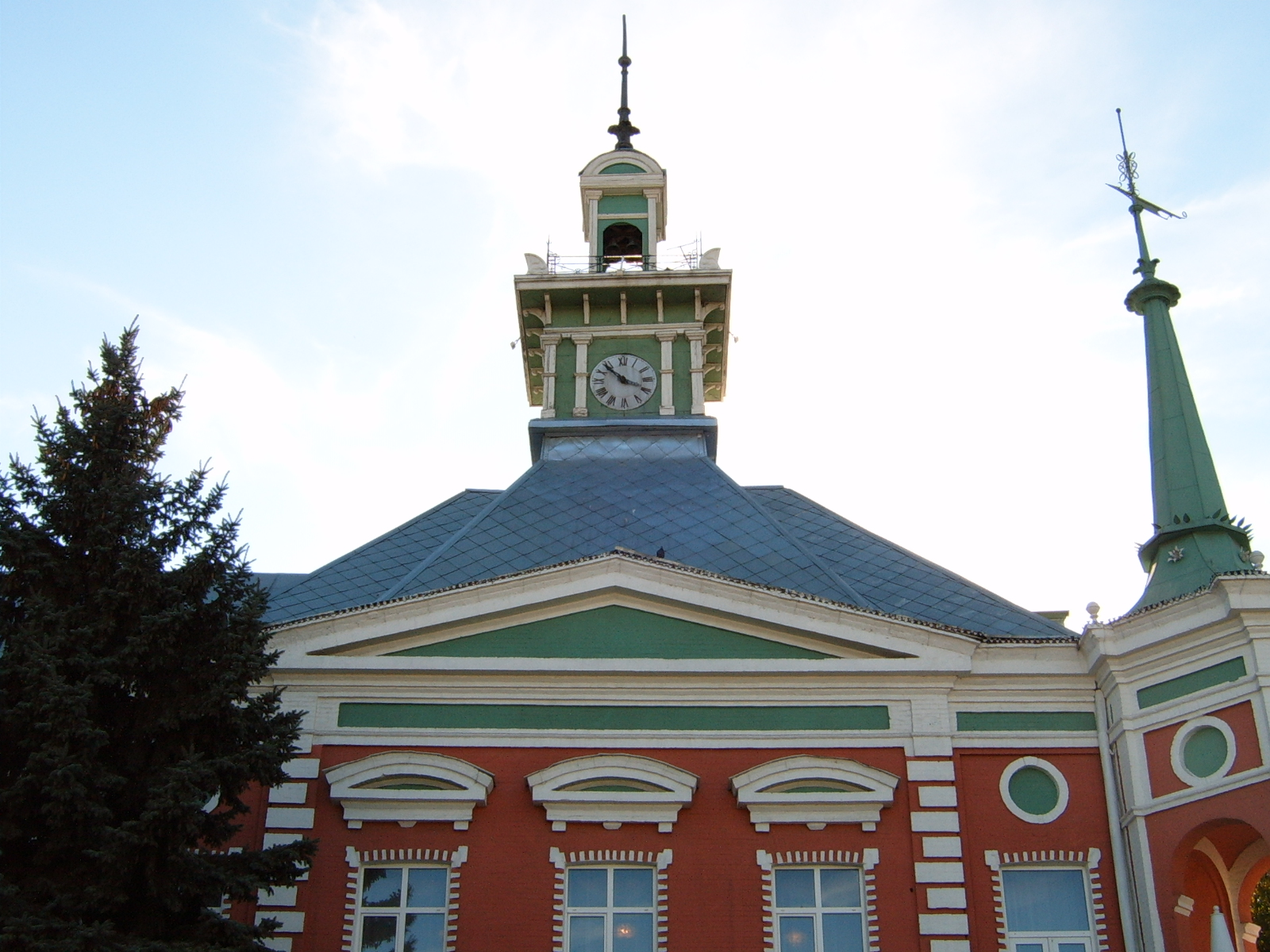
Крыша здания городской управы

С 1976 года главный корпус музея находится в трёхэтажном здании бывшей городской управы, построенной в 1892 году по проекту архитектора Фёдора Гаузенбаума.
Здание музея с конца XIX века сохранилось к настоящему времени в неизменном виде. Здание было построено в стиле эклектика. Около ста лет назад на втором этаже дома находилась Управа и городская Дума. На первом этаже здания работали магазины. В одном крыле здания размещался Городской общественный банк, возглавляемый купцом 2-й гильдии К. А. Дабаховым. В 1896 году в дни празднования 200-летия взятия Азовской крепости русской армией Петра I в этом здании проходило торжественное собрание, по окончании которого был дан праздничный обед в Петровском стиле.
В годы советской власти в этом здании работали большевистский Совет рабочих и солдатских депутатов, в годы Великой Отечественной войны при немецкой оккупации здесь была немецкая комендатура. После ухода немцев в здании располагался райисполком, райком партии, типография, магазины, вневедомственная охрана.
Для передачи здания музею многое сделал Л. И. Измайлов. 13 июля 1966 года горсовет выпустил решение передать здание историко-краеведческому музею в долгосрочную аренду. 28 апреля 1970 года было принято решение передать здание на баланс краеведческому музею. Музей переехал сюда в 1976 году. Вскоре в здании открылись выставочные залы. Всего их в здании 22.
Площади музея: экспозиционно-выставочная — 2852 м², временных выставок — 580 м², фондохранилищ — 1896 м², парковая (под открытым небом) — 7,13 га.

## Экспонаты и фонды

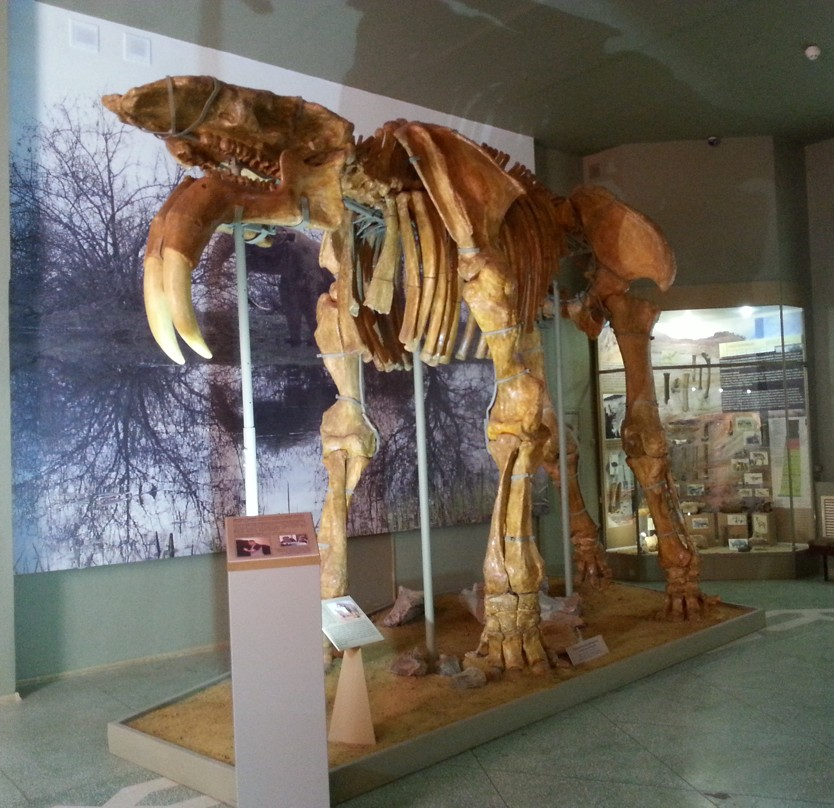
Скелет динотерия в одном из залов азовского музея

Единиц хранения: 340 765, из них 206 371 предметов основного фонда. Ежегодное поступление предметов основного фонда за последние 10 лет в среднем составляет 3780 музейных предметов.
Символом музея является скелет трогонтериевого слона (степного мамонта), жившего 800—600 тысяч лет назад, в межледниковый период. Это единственный в мире скелет с целым черепом. Скелет был найден 11 декабря 1964 года под Азовом — в Кагальницком песчаном карьере.
Почти половину фондов составляют археологические комплексы, в том числе не имеющие аналогов в коллекциях музеев мира. Ценностью мирового уровня являются предметы из курганов I века н. э., обнаруженные в результате археологических исследований на территории Ростовской области — изделия искусства: золотые украшения, детали конской упряжи, золотая и серебряная посуда, оружие, и т. д.
Музей обладает самой большой коллекцией поливной керамики XIV века.
Палеонтологическая коллекция — крупнейшая на Северном Кавказе (более 1500 предметов). Самым популярным экспонатом музея является скелет слона-трогонтерия (высота 4,5 м), возраст которого — 600 тысяч лет; это один из нескольких известных и единственный скелет с сохранившимся черепом слона данного вида. Азовский музей-заповедник обладатель другого уникального палеонтологического экспоната — скелета хоботного животного динотерия (Deinotherium giganteum) с бивнями, растущими из нижней челюсти, возраст которого составляет 7,5—8 млн лет.
В фондах музея хранятся находки из редкого совместного местонахождения крупных (бобра-трогонтерия, таманского слона, крупной лошади, эласмотерия, гомотерия, гиены, крупного лося, сложнорогого оленя, антилопы, короткорогого зубра) и мелких млекопитающих эпохи эоплейстоцена из села Семибалки. Находки отнесены к морозовскому горизонту, черевичанской фазе и верхнечеревичанской ассоциации (таманский фаунистический комплекс). Геологический возраст этих находок предполагает возможность обнаружения следов жизнедеятельности древнейшего человека, чьё существование могли поддерживать стадные травоядные обитатели степной зоны в начале четвертичного периода.
В музее также представлена экспозиция, связанная с культурой древних кочевников, ранее обитавших на территории современной Ростовской области «Сокровища кочевников Евразии» (кочевые народы между Азией и Европой. III тысячелетие до н. э. — XIV в. н. э.). Здесь выставлены различные украшения, оружие и доспехи, восстановленные костюмы образца I―III веков н. э. и предметы быта племён сарматов. Всего в экспозиции представлено около 20 тысяч предметов из бронзы, серебра и золота. Среди этих предметов: меч в золотых ножнах, золотые фалары, браслет и конская сбруя. Здесь есть римские серебряные, ювелирные украшения из золота, сделанные по образцу греко-римского ювелирного искусства I—II вв. н. э. и др.
В музее представлены экспонаты из погребального комплекса I в. н. э. — кургана могильника «Дачи» на окраине города Азова. Курган был раскопан в 1986 году археологической экспедицией Ростовского государственного университета и азовскими археологами. Среди них — меч в золотых ножнах с оформлением в сарматском зверином стиле; золотые фалары с изображениями львов. Жемчужиной экспозиции является золотая конская попона последней четверти I века. В накидке нашито 15 тысяч золотых пластин с орнаментом в виде лунницы, пирамидки, треугольника, головы барана, изображения мирового древа и узла Геракла; трех тысяч бляшек и ромбов, тысячи бляшек. Многие предметы этой экспозиции вывозились на выставки в Японию, Швейцарию, Францию и др.
Постоянно действующая экспозиция «Азов и Приазовье в кон. XV—XVII вв.» повествует об одном из наиболее драматических периодов истории Азова, когда он был завоёван турками у генуэзцев, а потом ― донскими казаками. Здесь представлены подлинные ятаганы, сабли, пушки, пушечные ядра и огнестрельное оружие, найденное в окрестностях Азова.
Музейные предметы расположены в 35-ти музейных фондохранилищах.

## Галерея

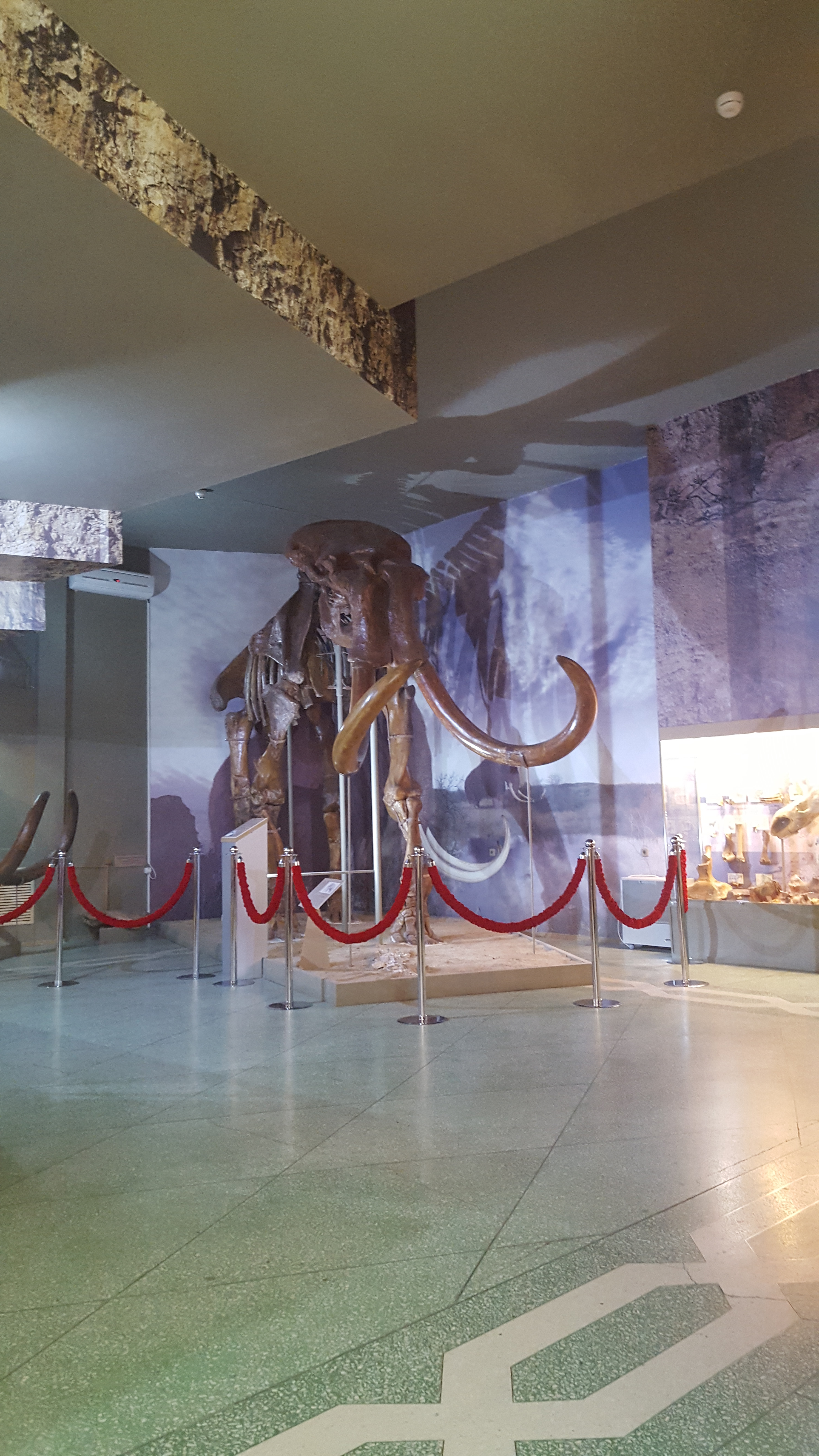
Скелет степного мамонта
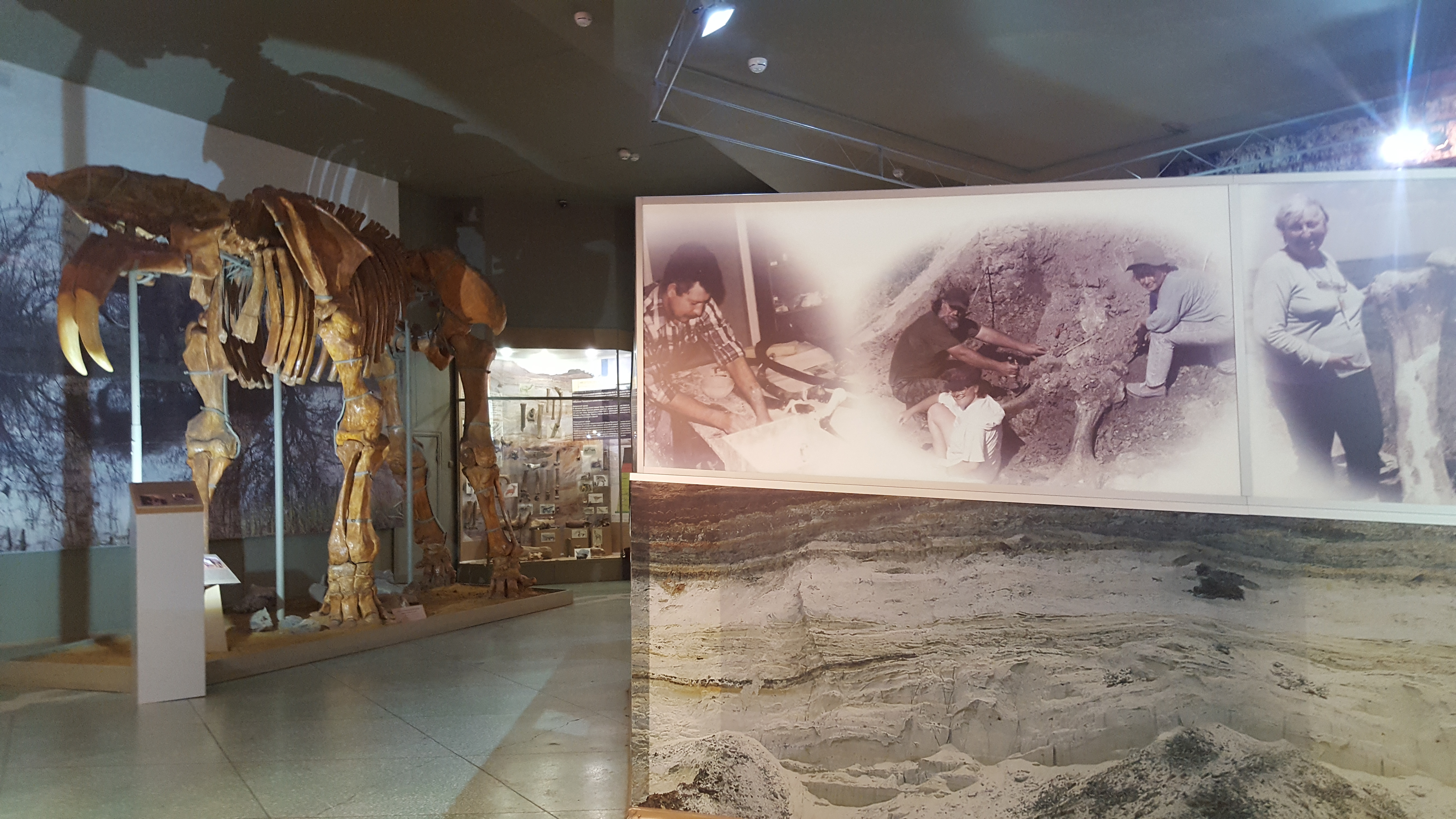
Скелет динотерия
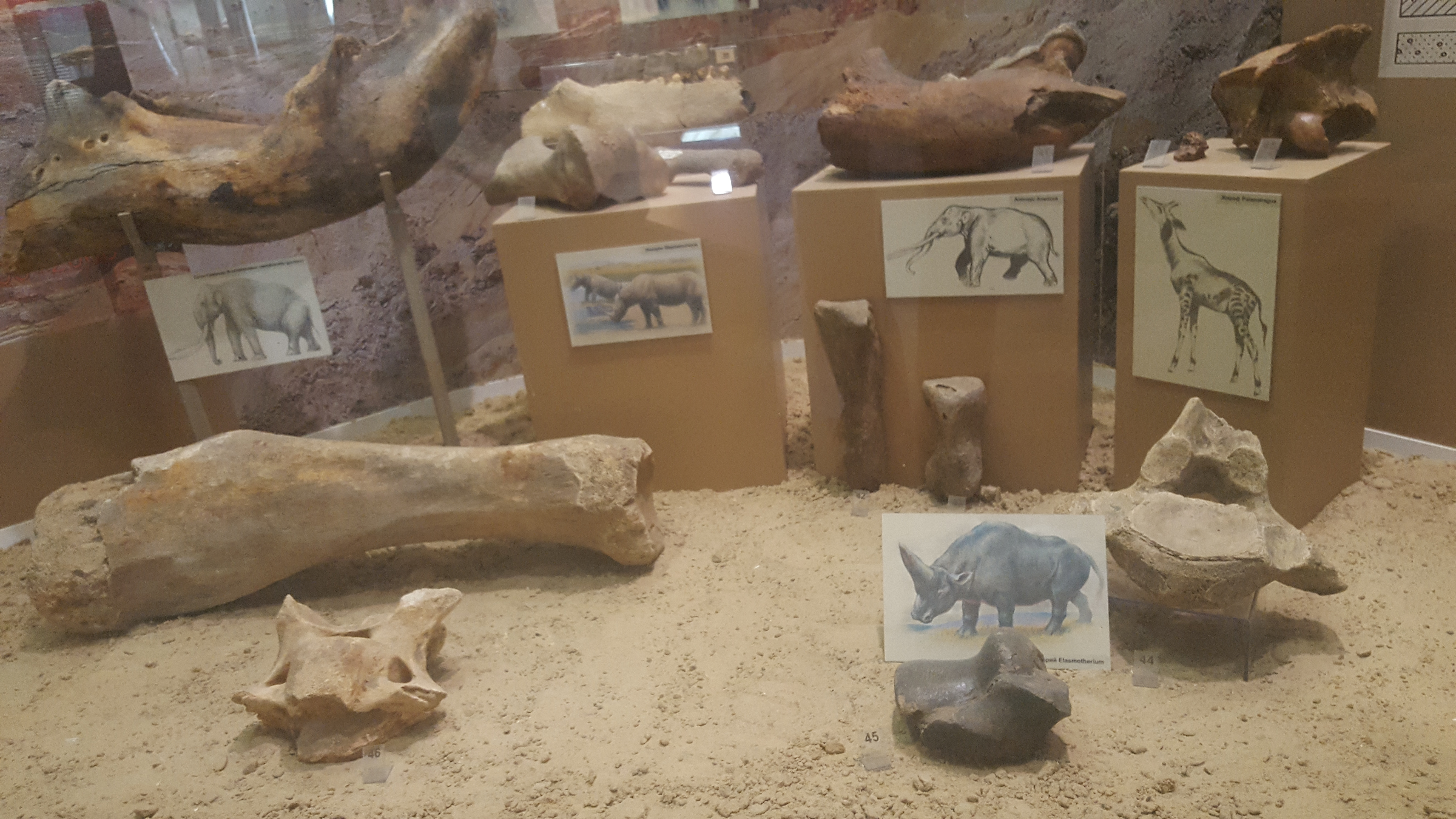
Кости различных первобытных животных
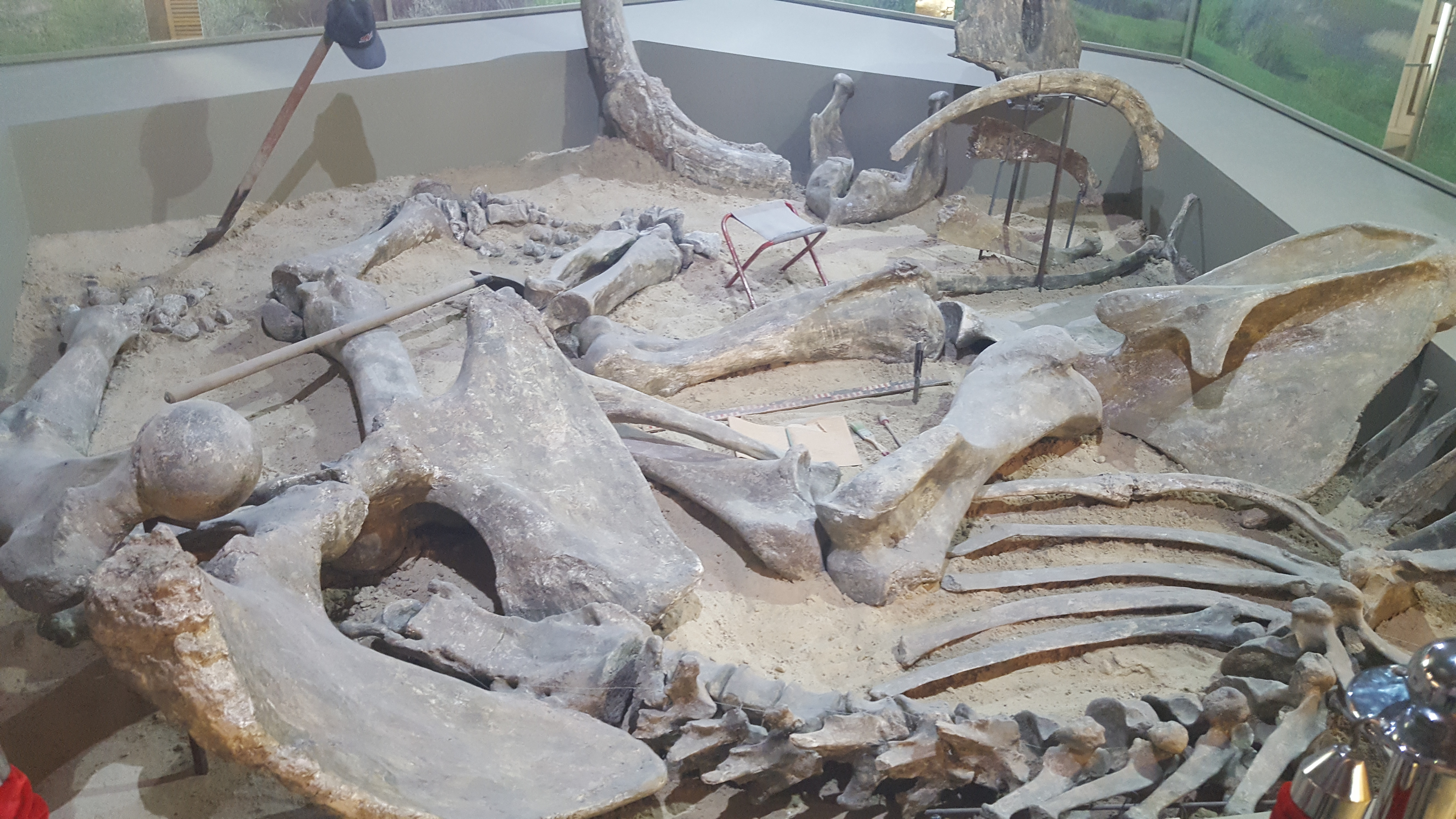
Реконструкция места раскопок скелета степного мамонта
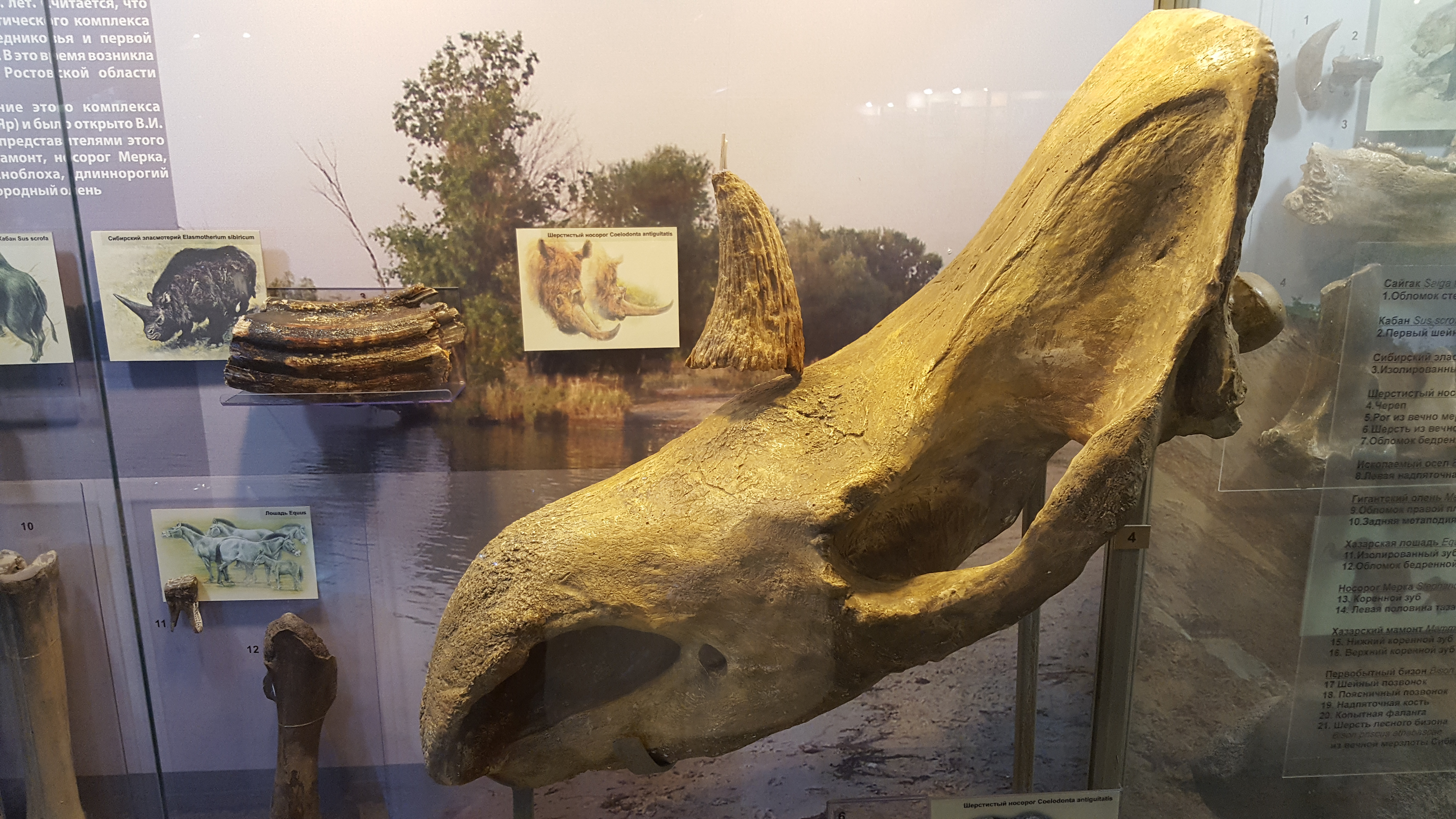
Череп шерстистого носорога
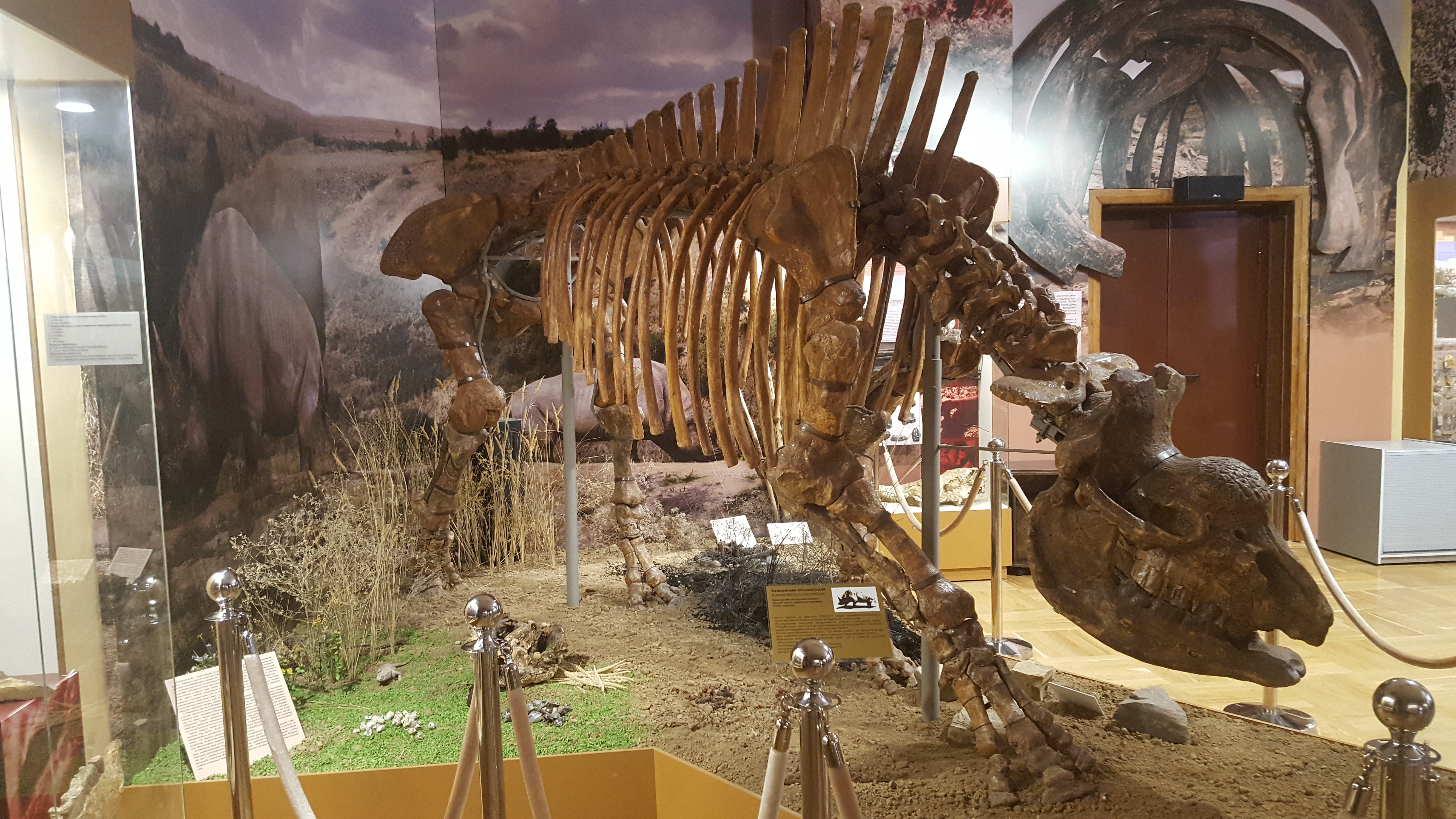
Скелет кавказского эласмотерия
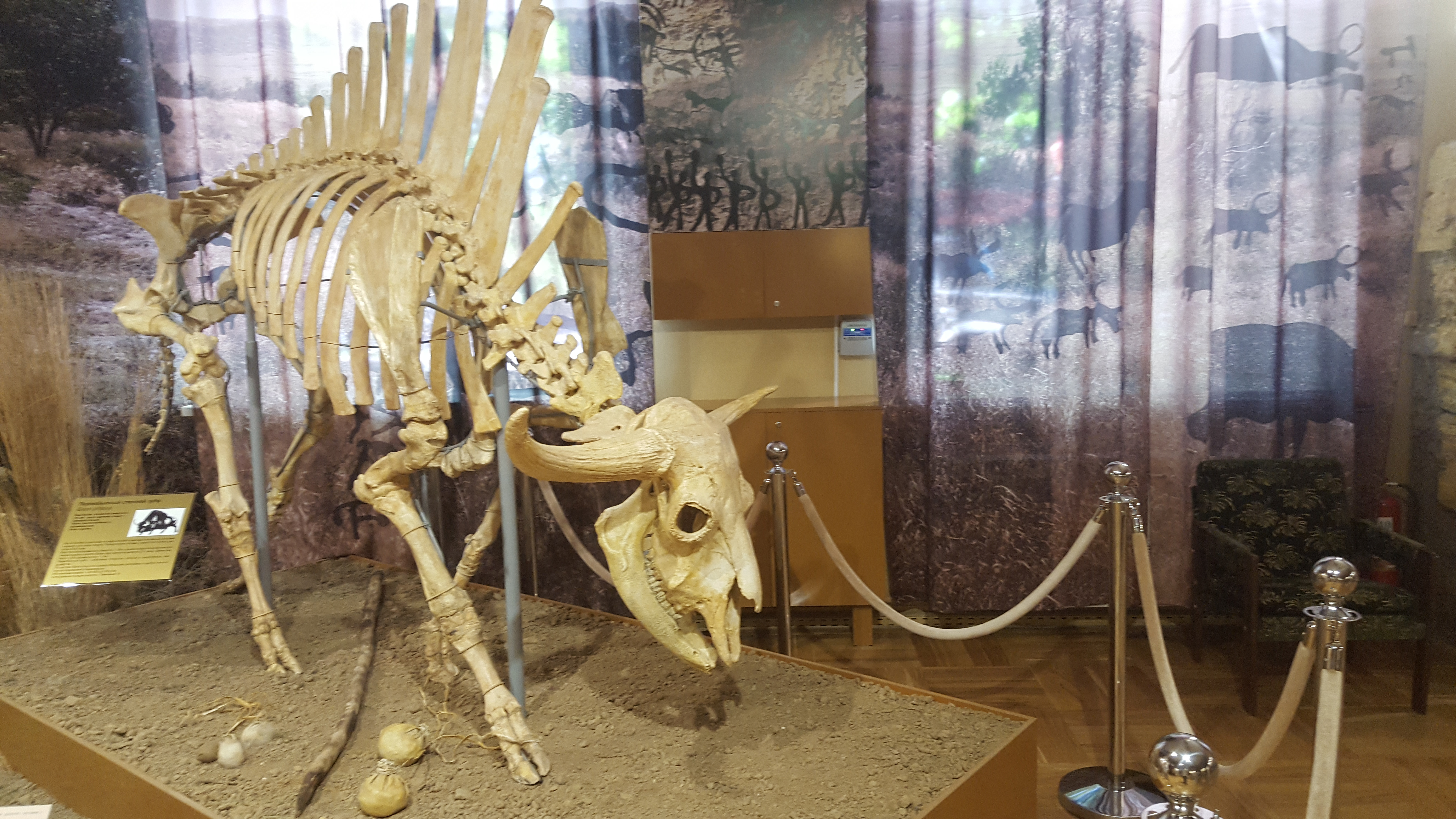
Скелет степного зубра
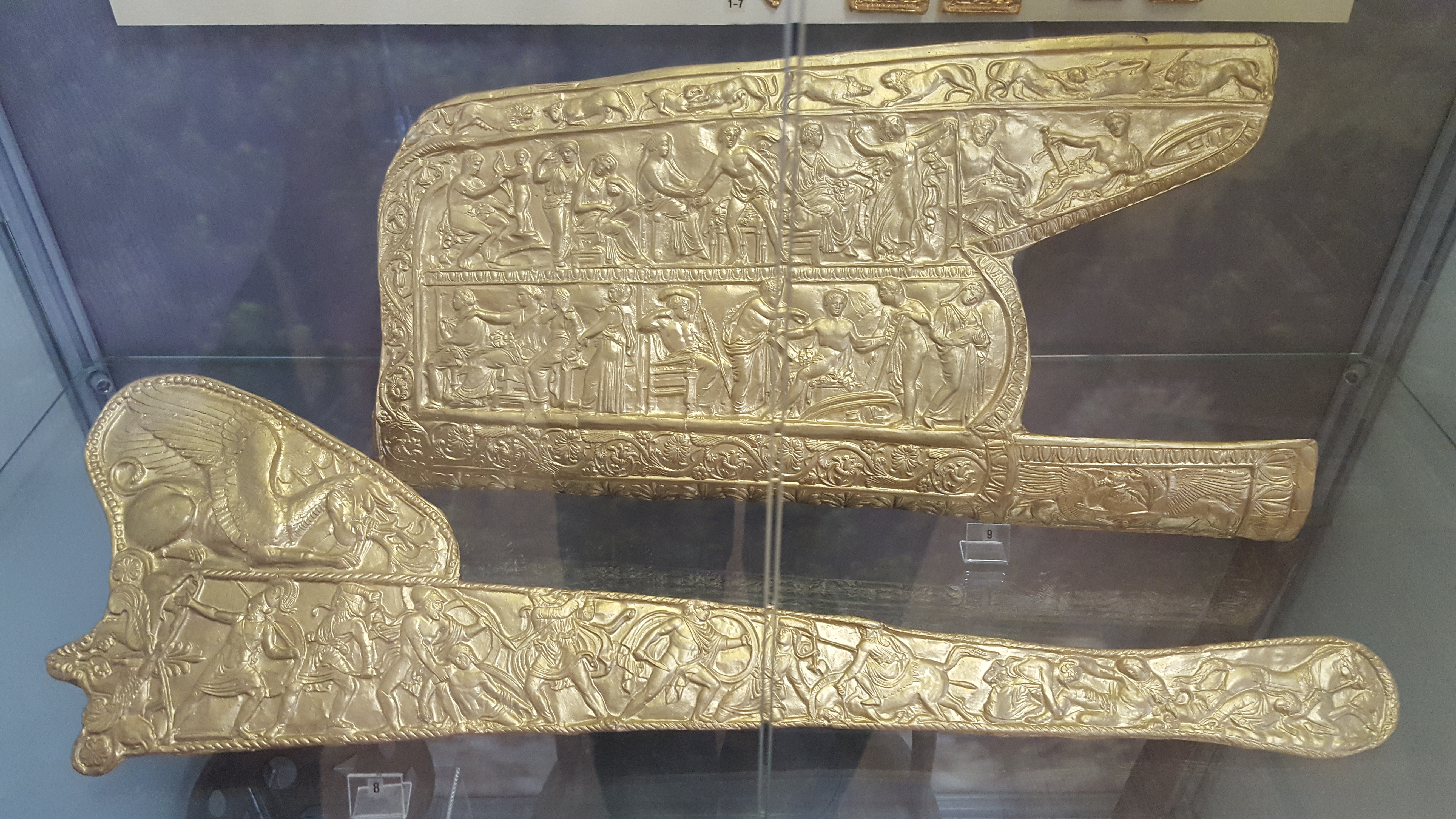
Горит и обкладка ножен меча из царского погребения IV века до н. э. (копии)
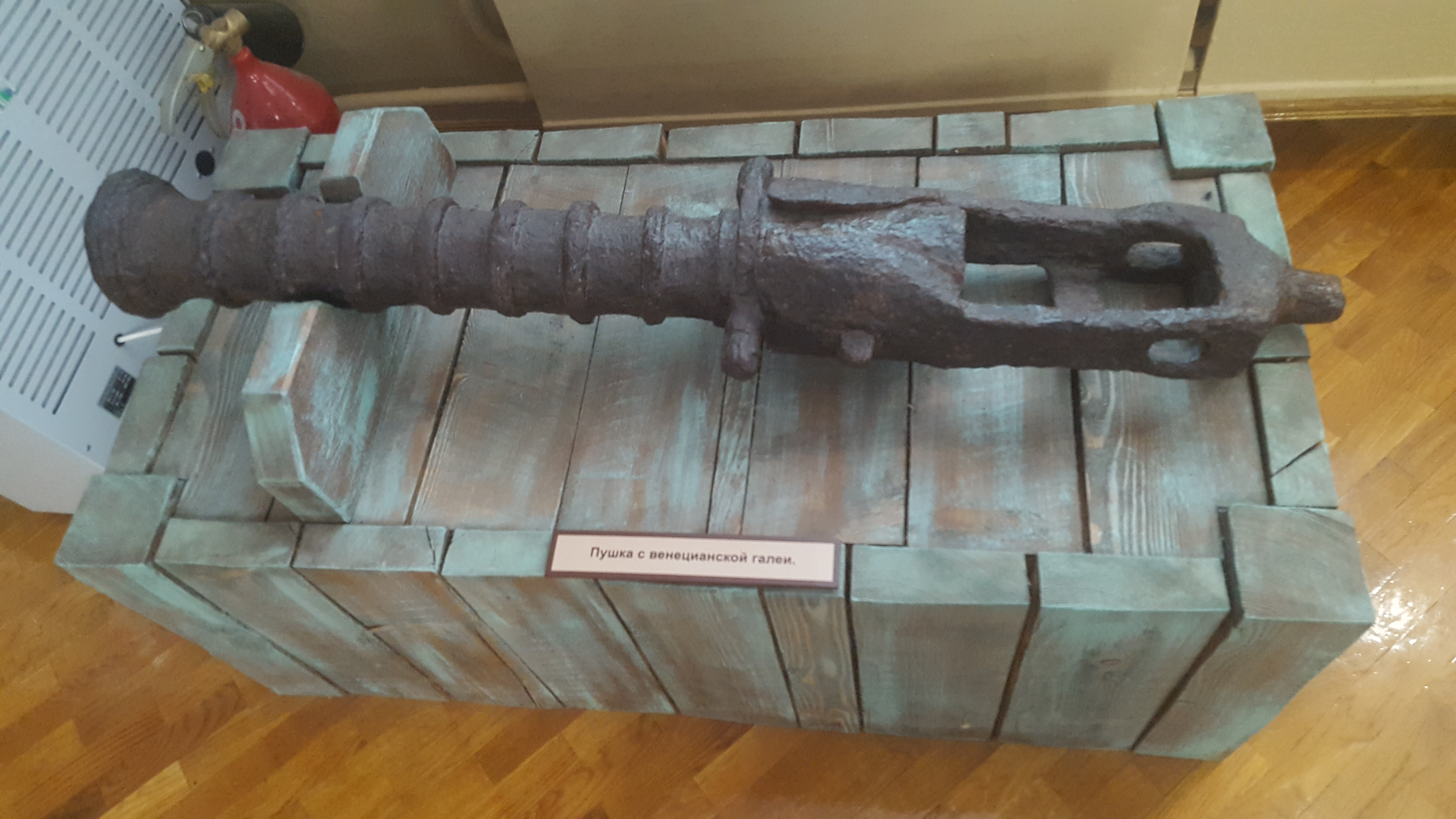
Пушка с венецианской галеи
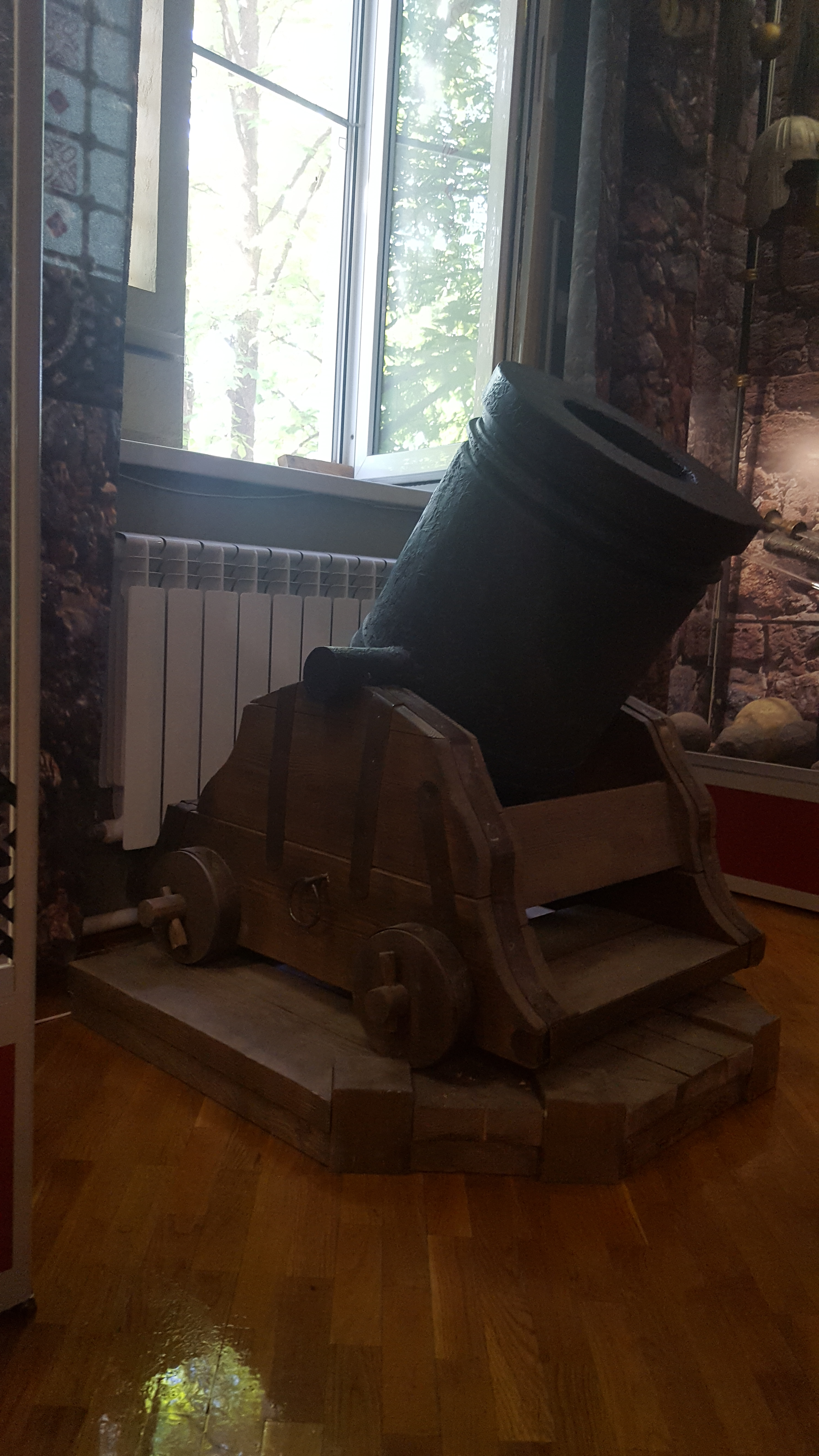
Мортира XVI века
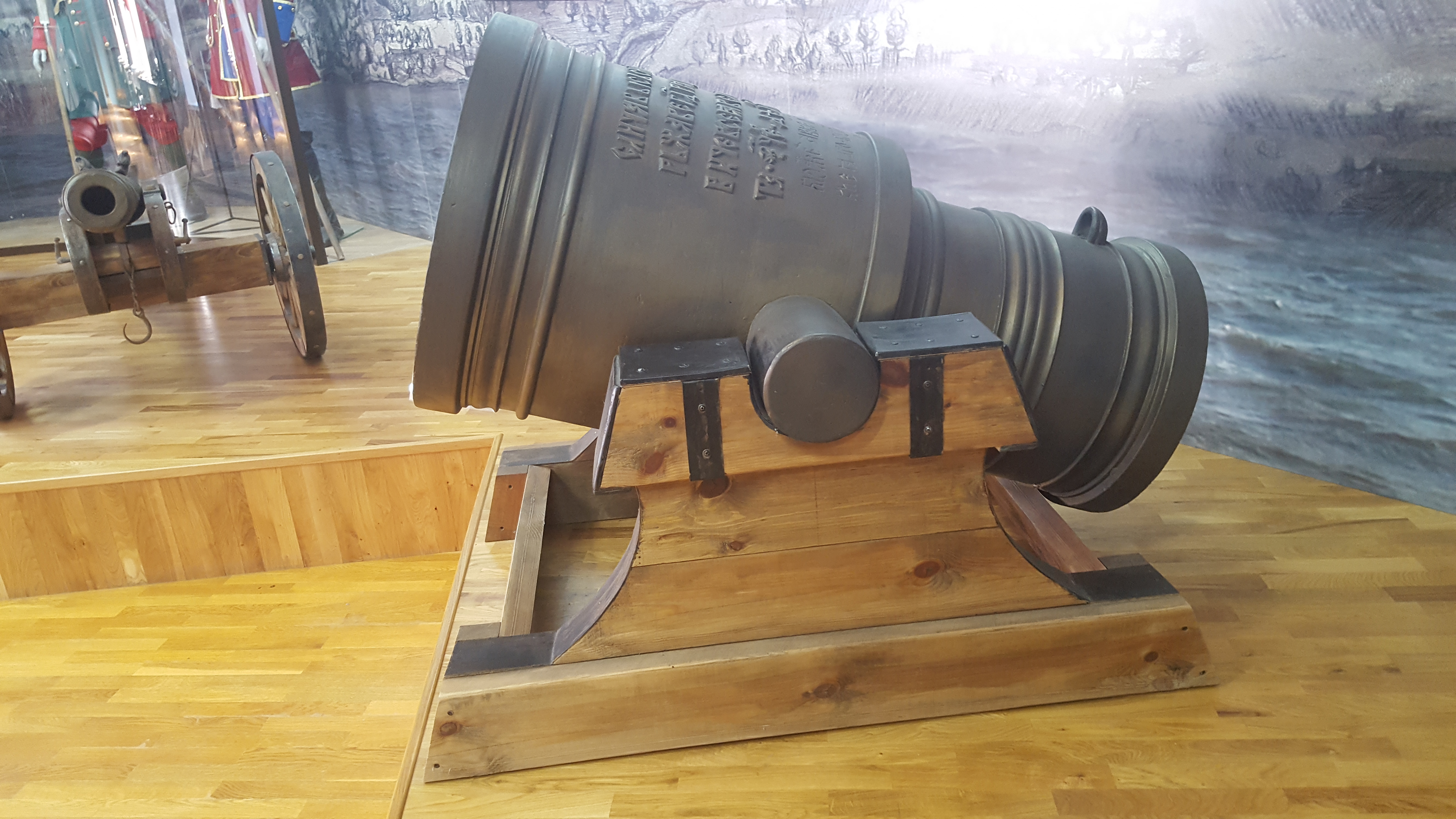
Мортира
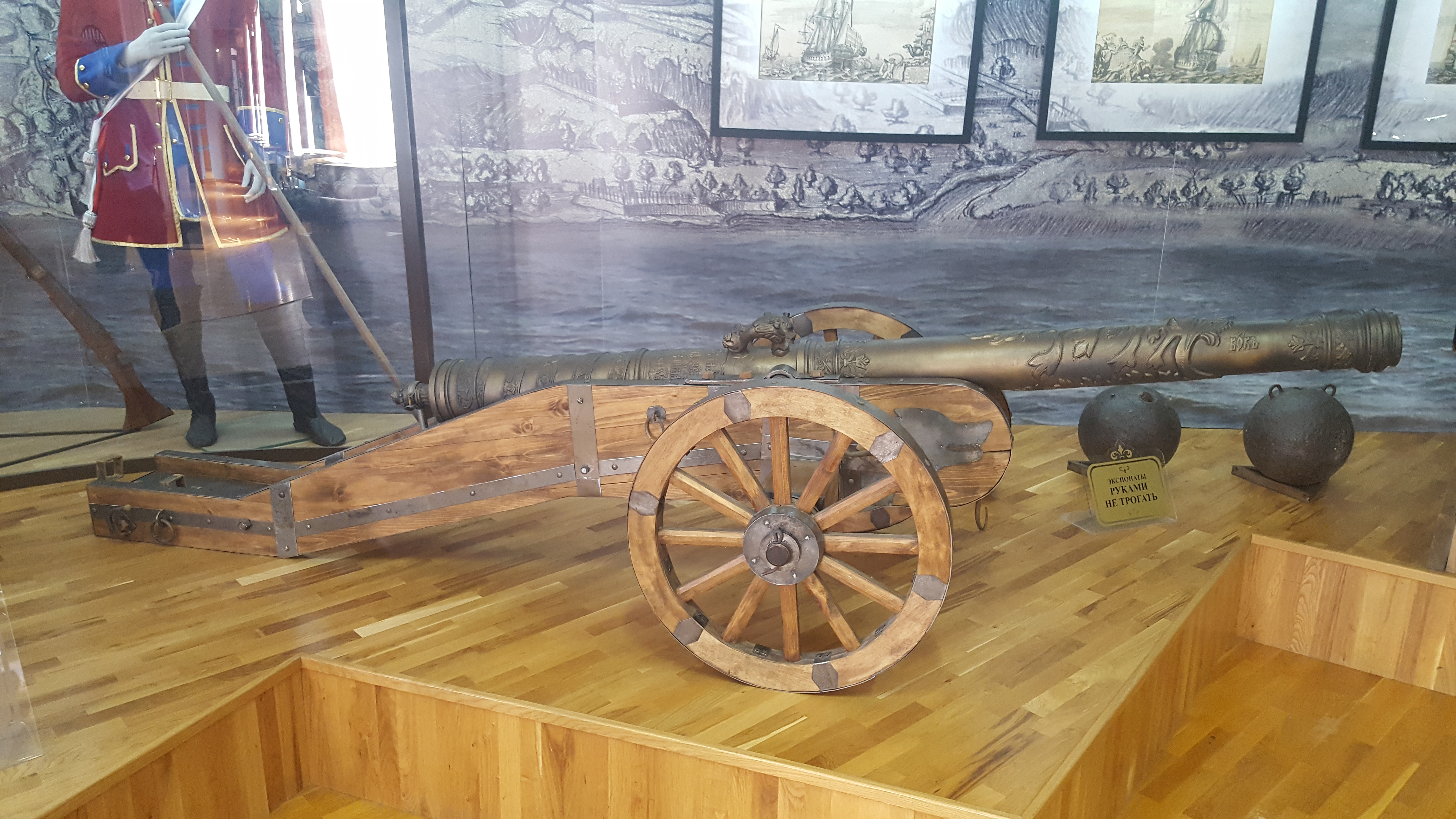
Пушка
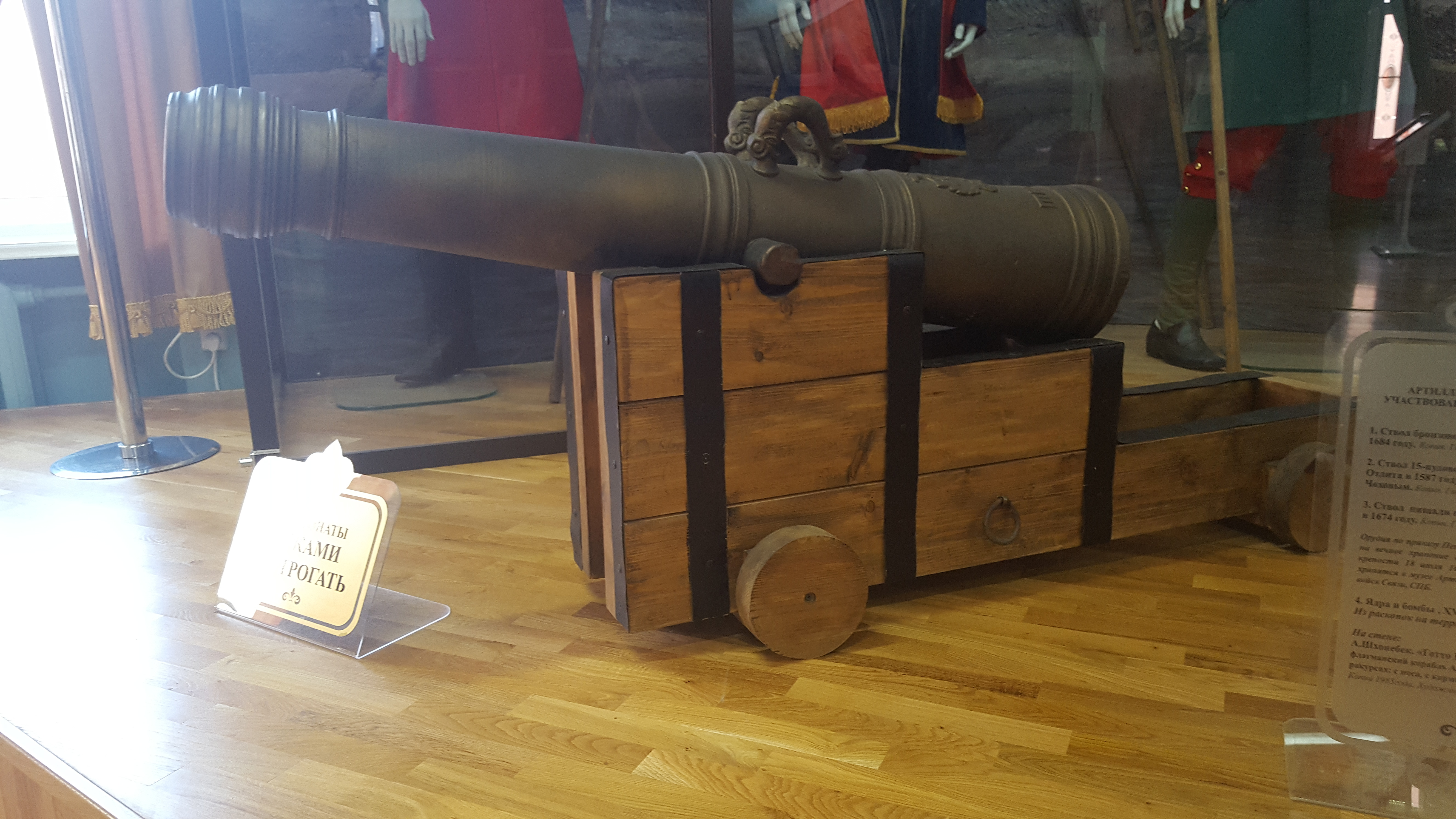
Пушка
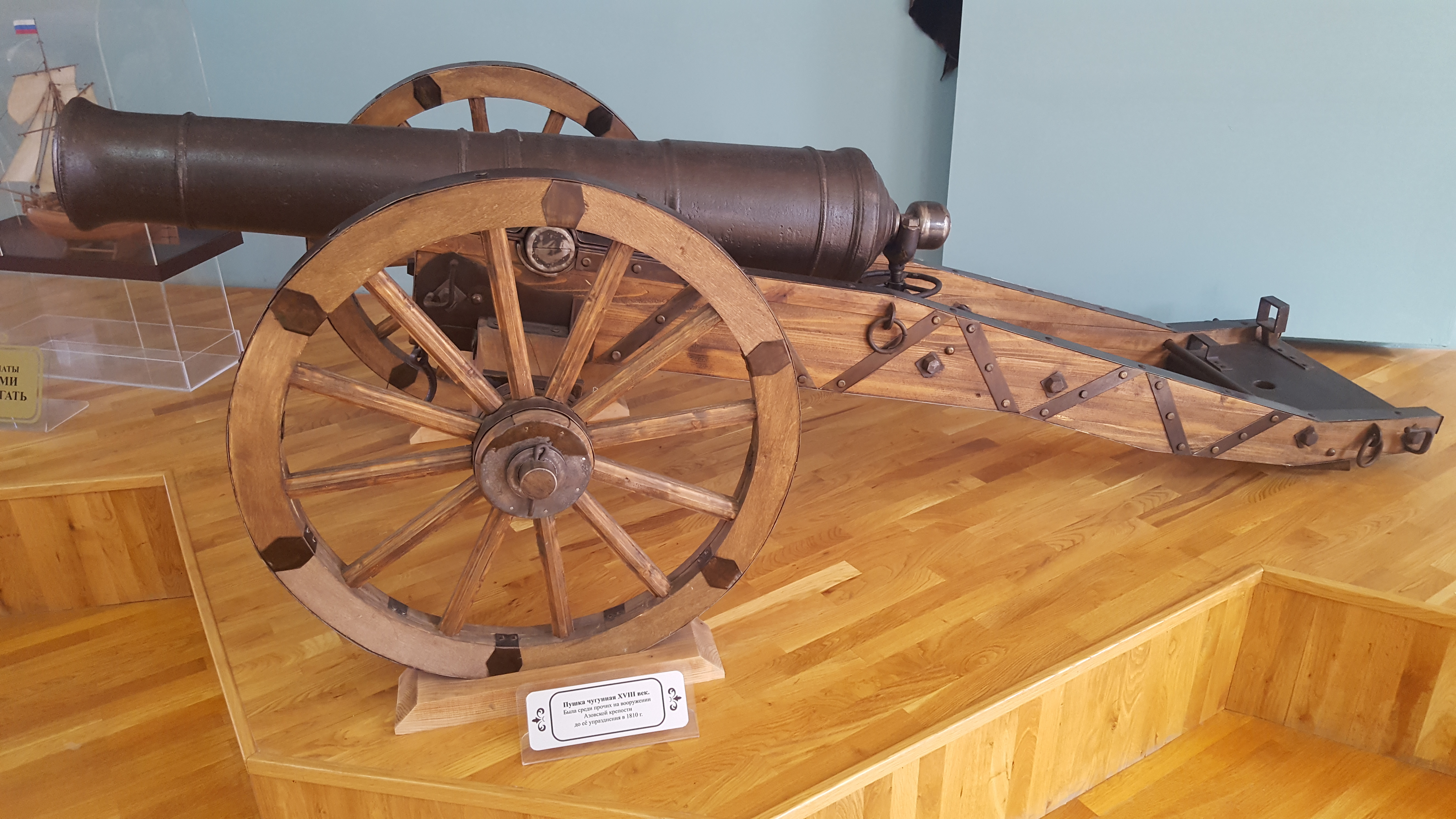
Пушка XVIII века
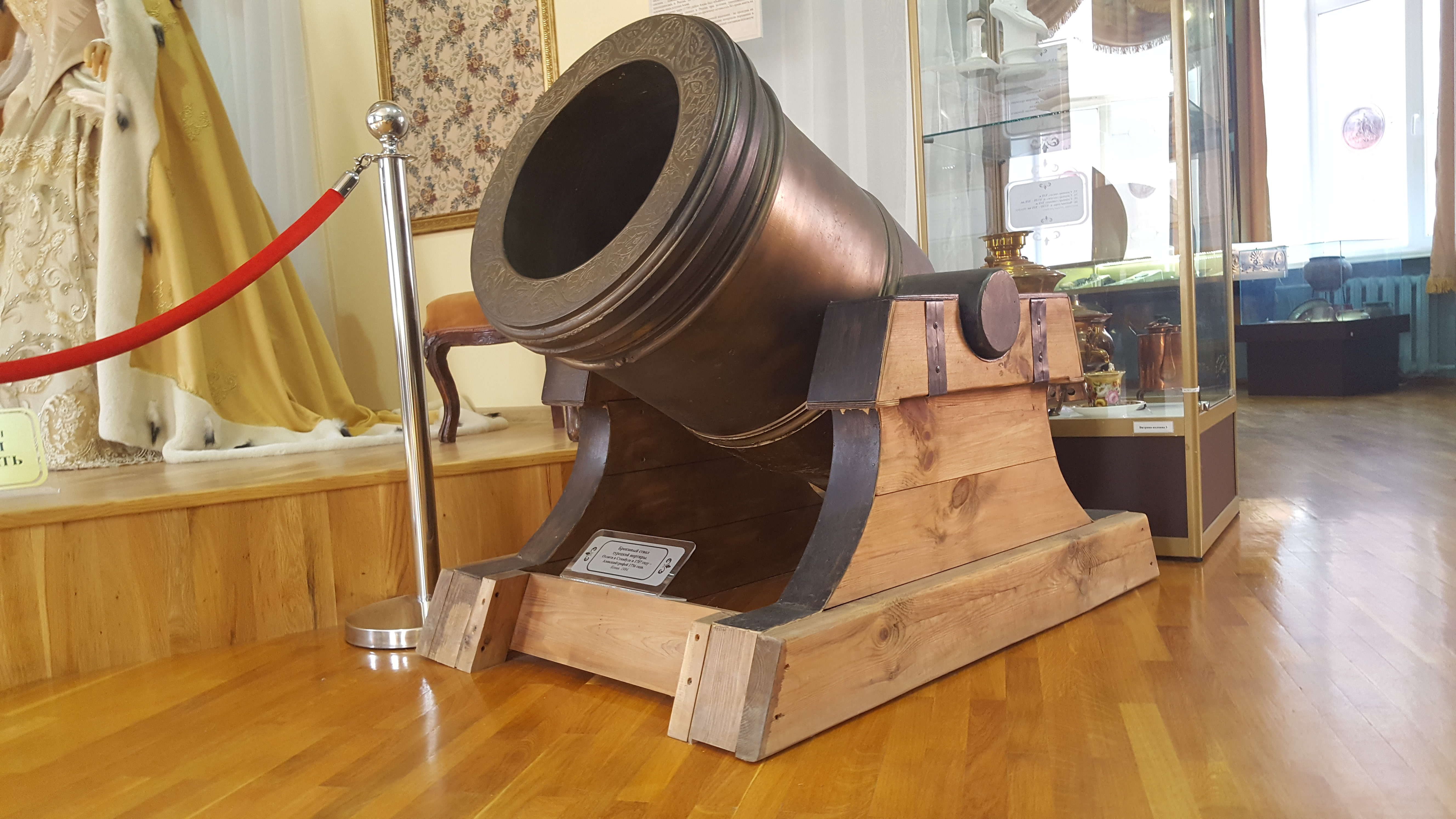
Турецкая мортира начала XVIII века
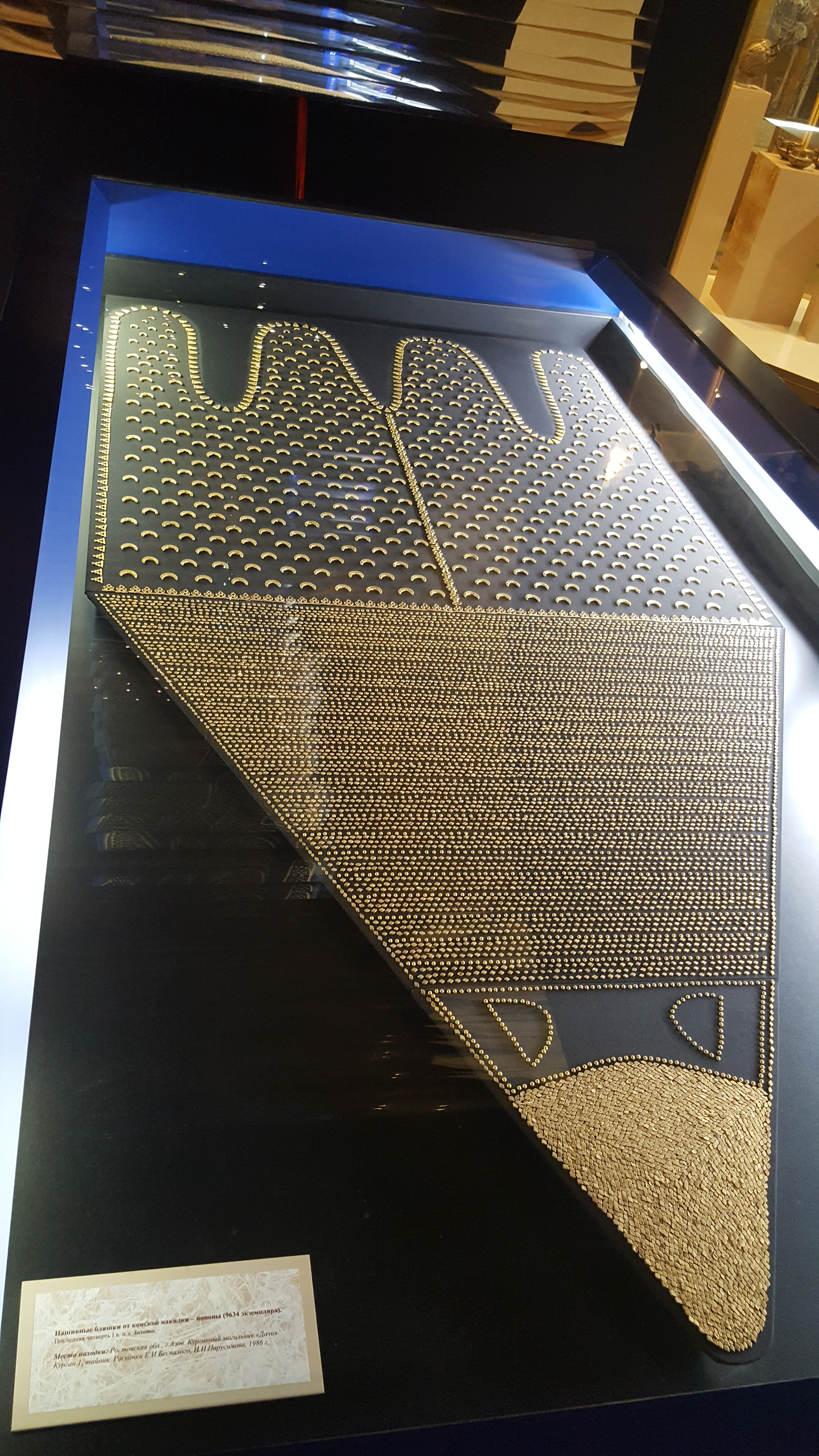
Нашивные бляшки от конской накидки из экспозиции «Сокровища кочевников Евразии»